# James Patrick Mallory
James Patrick Mallory (* 1945) ist ein US-amerikanischer Archäologe und Indogermanist. Er ist emeritierter Professor an der Queen’s University Belfast in Nordirland.
Mallory studierte bis 1967 am Occidental College in Los Angeles und diente drei Jahre als Militärpolizist in der US-Armee. 1975 promovierte er in Indogermanistik an der University of California, Los Angeles (UCLA). 1998 wurde er Professor für prähistorische Archäologie. 1996 wurde er zum Mitglied der Royal Irish Academy gewählt.
Mallory beschäftigte sich vor allem mit dem Frühneolithikum und der europäischen Bronzezeit, mit der Urheimat der Indoeuropäer und der frühirischen Archäologie. Er arbeitet fächerübergreifend und zieht neben archäologischen auch literarische und linguistische Befunde heran. Mallory hat sich in der Fachöffentlichkeit deutlich gegen die Thesen von Colin Renfrew ausgesprochen, der die Urheimat der Indogermanen in Anatolien vermutet. Methodisch verteidigte er die Paläolinguistik, die mit Sprach- und Wortschatzvergleichen arbeitet, und warf Renfrew vor, er lehne sie ab, weil sie seine Anatolien-Hypothese widerlege. Mallory ist Herausgeber des Journal of Indo-European Studies.

## Schriften (Auswahl)
Monografien
- In Search of the Indo-Europeans. Language, Archaeology and Myth. Thames & Hudson, London 1989, ISBN 0-500-27616-1.
- mit Thomas E. McNeill: The Archaeology of Ulster from Colonization to Plantation. Institute of Irish Studies – Queen’s University of Belfast 1991, ISBN 0-85389-353-5.
- mit Victor H. Mair: The Tarim Mummies. Ancient China and the Mystery of the Earliest Peoples from the West. Thames & Hudson, London 2000, ISBN 0-500-05101-1.
- mit Douglas Q. Adams: The Oxford Introduction to Proto-Indo-European and the Proto-Indo-European World. Oxford University Press, Oxford 2006, ISBN 0-19-929668-5.
- The Origins of the Irish. Thames & Hudson, London 2013, ISBN 978-0-500-05175-7.
- In Search of the Irish Dreamtime. Archaeology and Early Irish Literature. Thames & Hudson, London 2016, ISBN 978-0-500-05184-9.

Herausgeberschaft
- mit Brian M. Fagan (Hrsg.): The Oxford Companion to Archaeology. Oxford University Press, New York NY u. a. 1996, ISBN 0-19-507618-4.
- mit Douglas Q. Adams (Hrsg.): Encyclopedia of Indo-European Culture. Fitzroy-Dearborn, London u. a. 1997, ISBN 1-884964-98-2.

Aufsätze
- A Short History of the Indo-European Problem. In: The Journal of Indo-European Studies. Band 1, 1973, S. 21–65.
- Time Perspectives and Proto-Indo-European Culture. In: World Archaeology. Band 8, Nr. 1, 1976, S. 44–58, doi:10.1080/00438243.1976.9979651.
- The Ritual Treatment of the Horse in the Early Kurgan Tradition. In: The Journal of Indo-European Studies. Band 9, 1981, S. 205–226.
- mit Martin E. Huld: Proto-Indo-European „silver“. In: Zeitschrift für vergleichende Sprachforschung. Band 97, Nr. 1, 1984, S. 1–12, JSTOR:40848726.
- Migration and Language Change. In: Eldrid Straume, Ellen Skar (Hrsg.): Peregrinatio Gothica III. Fredrikstad, Norway, 1991 (= Universitetets Oldsaksamlings skrifter. Ny rekke 14). Universitets Oldaksamling, Oslo 1992, ISBN 82-7181-101-0, S. 145–153.
- mit Дмитро Я. Телегін: Поява колісного транспорту на Україні за радіокарбонними даними. In: Ірина Ф. Ковалева (Hrsg.): Проблемы хронологии культур энеолита – бронзового века Украины и юга восточной Европы. Тезисы докладов международной конференции Днепропетровск, 25–28 апреля 1994 г. Изд-во ДГУ, Dnepropetrovsk 1994, S. 30–32.
- The Indo-European Homeland: An Asian Perspective. In: Bulletin of the Deccan College Post-Graduate and Research Institute. Band 54/55, 1994/1995, S. 237–254, JSTOR:42930473.
- Speculations on the Xinjiang Mummies. In: The Journal of Indo-European Studies. Band 23, 1995, S. 3–4.
- The Indo-European homeland problem: A matter of time. In: Karlene Jones-Bley, Martin E. Huld (Hrsg.): The Indo-Europeanization of Northern Europe (= The Journal of Indo-European Studies. Monograph. 17). Institute for the Study of Man, Washington DC 1996, ISBN 0-941694-52-6, S. 1–22.
- The Indo-European phenomenon: linguistics and archaeology. In: Ahmad H. Dani, Jean P. Mohen (Hrsg.): From the Third Millennium to the Seventh Century BC (= History of Humanity. Scientific and Cultural Development. 2). Routledge u. a., London u. a. 1996, ISBN 0-415-09306-6, S. 80–91.
- Aspects of Indo-European agriculture. In: Dorothy Disterheft, Martin Huld, John Greppin (Hrsg.): Studies in Honor of Jaan Puhvel. Teil 1: Ancient Languages and Philology (= The Journal of Indo-European Studies. Monograph. 20). Institute for the Study of Man, Washington DC 1997, ISBN 0-941694-54-2, S. 221–240.
- Индоевропейские Лрародины. In: Вестник Древней Истории. Nr. 1 (220), 1997, S. 61–82, (online).
- The Homelands of the Indo-Europeans. In: Roger Blench, Matthew Spriggs (Hrsg.): Archaeology and Language. Band 1: Theoretical and Methodological Orientations (= One World Archaeology. 27). Routeledge, London u. a. 1997, ISBN 0-415-11760-7, S. 93–121.
- Agriculture and the Indo-European Dispersals. In: Carlo Giunchi (Hrsg.): Proceedings. XIII International Congress of Prehistoric and Protohistoric Sciences. Forlì – Italia, 1996, 8–14 settembre. Band 3: Renata Grifoni Cremonesi, Carlo Tozzi, Alda Vigliardi, Carlo Peretto (Hrsg.): Section 7: Mesolitico, section 8: arte del Paleolitico e del Mesolitico, section 9: Neolitico del Vicino Oriente e d'Europa. A.B.A.C.O., Forli 1998, ISBN 88-86712-45-6, S. 185–190.
- A European Perspective on Indo-Europeans in Asia. In: Victor H. Mair (Hrsg.): The Bronze Age and Early Iron Age Peoples of Eastern Central Asia. Band 1: Archeology, Migration and Nomadism, Linguistics (= The Journal of Indo-European Studies. Monograph. 26). Institute for the Study of Man, Washington DC 1998, ISBN 0-941694-63-1, S. 175–201.
- The Old Irish Chariot. In: Jay Jasanoff, Harold Craig Melchert, Lisi Oliver (Hrsg.): Mír Curad. Studies in Honor of Calvert Watkins (= Innsbrucker Beiträge zur Sprachwissenschaft. 92). Institut für Sprachwissenschaft der Universität Innsbruck, Innsbruck 1998, ISBN 3-85124-667-5, S. 451–464.
- Gli Indoeuropei e i popoli delle steppe: il modello della sostituzione delle lingue. In: Gianluca Bocchi, Mauro Ceruti (Hrsg.): Le Radici prime dell’Europa. Gli intrecci genetici, linguistici, storici. Bruno Mondadori, Mailand 2001, ISBN 88-424-9731-2, S. 138–164, (Übersetzt von Marco Di Sario).
- Uralics and Indo-Europeans: Problems of Time and Space. In: Christian Carpelan, Asko Parpola, Petteri Koskikallio (Hrsg.): Early Contacts Between Uralic and Indo-European. Linguistics and Archaeological Considerations (= Suomalais-Ugrilaisen Seuran toimituksia. 242). Suomalais-Ugrilainen Seura, Helsinki 2001, ISBN 952-5150-59-3, S. 345–366.
- Archaeological Models and Asian Indo-Europeans. In: Nicholas Sims-Williams (Hrsg.): Indo-Iranian Languages and Peoples (= Proceedings of the British Academy. 116). Oxford University Press, Oxford u. a. 2002, ISBN 0-19-726285-6, S. 19–42.
- Indo-Europeans and Steppelands: The Model of Language Shift. In: Karlene Jones-Bley, Martin E. Huld, Angela Della Volpe, Mariam Robbins Dexter (Hrsg.): Proceedings of the Thirteenth Annual UCLA Indo-European Conference, Los Angeles, November 9–10, 2001 (= The Journal of Indo-European Studies. Monograph. 44). Institute for the Study of Man, Washington DC 2002, ISBN 0-941694-85-2, S. 1–27.
- mit Francis Gerard McCormac, Paula J. Reimer, Leonid S. Marsadolov: The Date of Pazyryk. In: Katie Boyle, Colin Renfrew, Marsha Levine (Hrsg.): Ancient Interactions. East and West in Eurasia. McDonald Institute for Archaeological Research, Cambridge 2002, ISBN 1-902937-19-8, S. 199–211.
- Indigenous Indo-Aryans: the preservation and total distribution principles. In: The Journal of Indo-European Studies. Band 30, 2003, S. 375–387.
- mit Brian E. Hemphill: Horse-mounted invaders from the Russo-Kazakh steppe or agricultural colonists from western Central Asia? A craniometric investigation of the Bronze Age settlement of Xinjiang. In: American Journal of Physical Anthropology. Band 124, Nr. 3, 2004, S. 199–222, doi:10.1002/ajpa.10354.
- Indo-European warfare. In: Tony Pollard, Iain Banks (Hrsg.): War and Sacrifice. Studies in the Archaeology of Conflict (= Journal of Conflict Archaeology. 2). Brill, Leiden u. a. 2006, ISBN 90-04-15458-2, S. 77–98, doi:10.1163/157407706778942312.
- Migrations in Prehistoric Eurasia: Problems in the Correlation of Archaeology and Language. In: Aramazd. Armenian Journal of Near Eastern Studies. Band 3, 2008, ISSN 1829-1376, S. 7–38.
- The Anatolian homeland hypothesis and the Anatolian Neolithic. In: Stephanie W. Jamison, Harold Craig Melchert, Brent Vine (Hrsg.): Proceedings of the 20th Annual UCLA Indo-European Conference. Los Angeles, October 31 – November 1, 2008. Hempen, Bremen 2009, ISBN 978-3-934106-72-7, S. 133–162.
- mit Svetlana V. Svyatko, Eileen M. Murphy, Andrey V. Polyakov, Paula J. Reimer, Rick J. Schulting: New radiocarbon dates and a review of the chronology of prehistoric populations from the Minusinsk Basin, Southern Siberia, Russia. In: Radiocarbon. Band 51, Nr. 1, 2009, S. 243–273, doi:10.1017/S0033822200033798.
- L’hypothèse des steppes. In: Dossiers d’archéologie. Band 338, 2010, ISSN 0184-7538, S. 28–37.
- Twenty-first century clouds over Indo-European homelands. In: Journal of Language Relationship. Band 9, 2013, S. 145–154, (online).